# 鲍炳章
鲍炳章（1963年11月—），男性，汉族，中共党员，浙江鄞县人。中华人民共和国政治人物。

## 生平
鲍氏畢業於上海中醫學院，曾在上海医药（集团）有限公司、中美上海施贵宝制药有限公司等企业任职，后来到上海市徐汇区，历任该区政府副区长、区党委副书记、区长、区政府党组书记以及区委书记，在担任中共徐汇区委书记期间，因表现优异，于2021年6月29日获得中共中央组织部表彰为“全国优秀县委书记”。后转任上海虹桥商务区管委会党组书记、上海市政协常务委员。
2024年1月，鲍氏因为涉嫌严重违法违纪，接受中共上海市纪委监委纪律审查和监察调查。同年6月1日被双开，涉嫌犯罪问题移送检察机关。8月19日，上海市第一中级人民法院一审公开开庭审理鲍炳章受贿、滥用职权案。